# Christian Craft

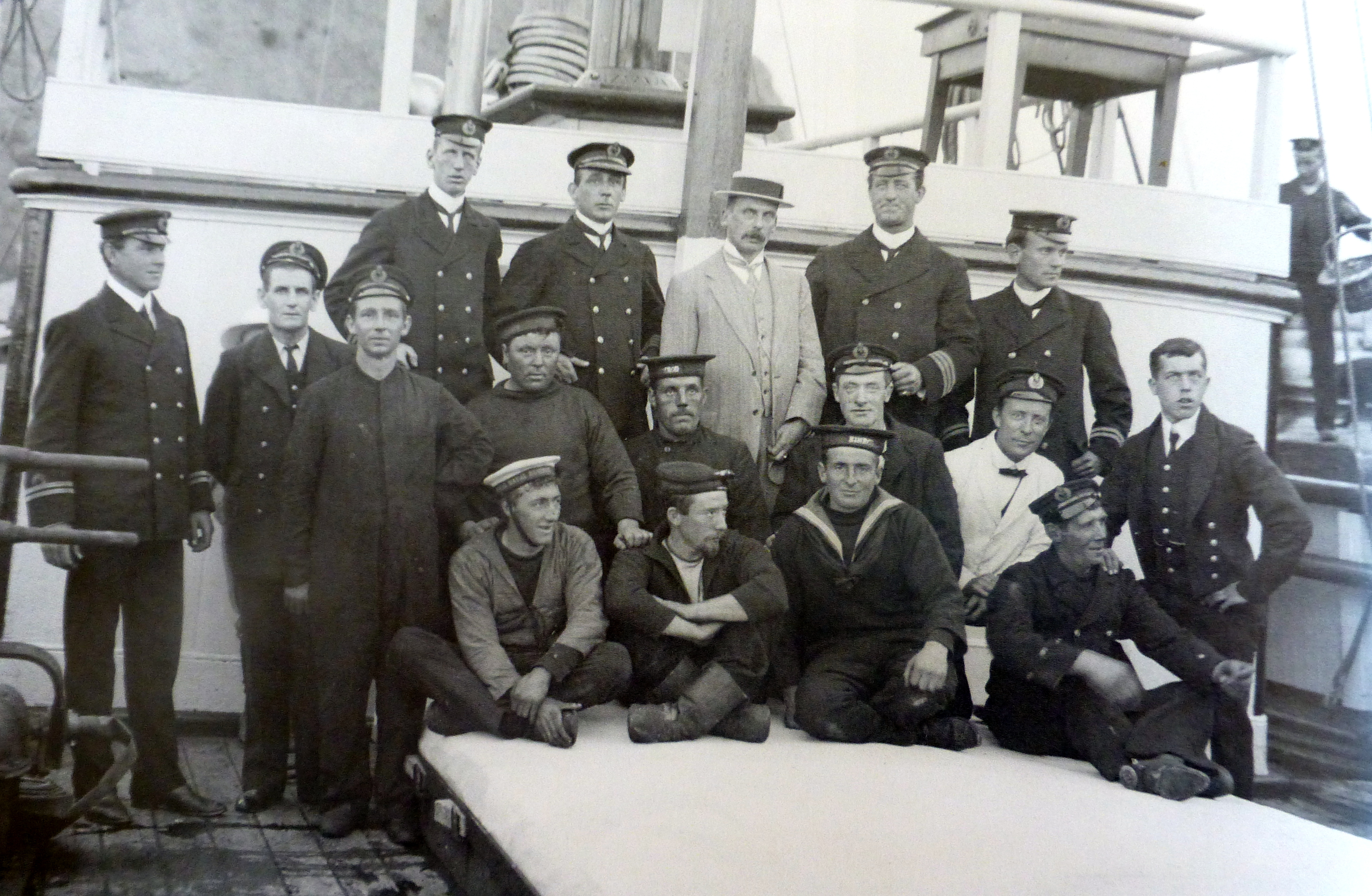
Christian Craft (Dritter von links) an Bord der Nimrod im Jahr 1907

Christian Craft (* 30. November 1871 in Kingston upon Hull, England; † 24. Dezember 1951 in Milwaukee, Wisconsin, Vereinigte Staaten) war ein britischer Schiffsingenieur, der an der Nimrod-Expedition (1907–1909) des britischen Polarforschers Ernest Shackleton in die Antarktis beteiligt war.

## Leben
Craft war eines der 15 Kinder des Kerzenmachers William Edmund Craft (1848–1941) und dessen Frau Rebecca (geborene Dalton, 1848–1931). Als er drei Jahre alt war, wanderte seine Familie in die Vereinigten Staaten aus, wo sie am 21. April 1875 auf dem Schiff Othello in New York eintraf. Crafts Vater gründete eine Farm in Hartland, Wisconsin; seine Mutter betrieb dort später eine Pension. Er selbst kehrte jedoch nach England zurück und wurde zunächst Heizer bei der britischen Handelsmarine, bei der er einige Jahre danach zum Schiffsingenieur aufstieg. 1892 heiratete er Ellen Louisa Dimberline (1872–1960), mit der er acht Kinder bekam.
Am 26. Juli 1907 heuerte Craft in Poplar als Zweiter Maschinist auf der Nimrod an. Bei Shackletons erster eigener Antarktisexpedition gehörte er unter Kapitän Rupert England bei den Fahrten von England nach Neuseeland von August bis Dezember 1907 sowie von Neuseeland in die Antarktis und zurück von Januar bis März 1908 zur Besatzung. Er musterte am 21. März 1908 im neuseeländischen Lyttelton ab.
Nach der Rückkehr nach England zog er 1914 mit seiner Familie nach Milwaukee und verdiente sich als Ingenieur seinen Lebensunterhalt. Am 11. Mai 1920 erhielt er die US-amerikanische Staatsbürgerschaft. Craft starb Heiligabend 1951 im Alter von 80 Jahren.